# アンダー・ラグ・ロッキング
『アンダー・ラグ・ロッキング』は、名瀬樹による日本のライトノベル。イラストはかずといずみが担当。電撃文庫（メディアワークス）より2003年6月に刊行された。応募タイトル『雪の彼方へ』は第二回電撃hp短編小説賞を受賞している。

## ストーリー
親たちの故郷、七北市を秩序騎士軍から奪還するために組織された七北奪還軍。その兵士訓練センターの狙撃兵養成クラスで出会った雪生と春は狙撃で特異な才能を持っていたためにイジメを受けていた。春は復讐をしようと雪生に提案し、実行する。その後、お互いにバラバラに訓練を受けたが、同じ第十一飛行船砲隊に配属され再会することとなる。

## 登場人物
名瀬雪生（なせ ゆきお）
適性検査により七北奪還軍に徴兵される。狙撃の才能が高く、そのことが理由で訓練センターで苛められていた。その時に春に出会い、復讐を行う。その後、訓練センターを出、白髪の老人に訓練を付けられる。第十一飛行船砲隊に配属され春と再会する。
佐矢都春（さやと はる）
雪生と同じく適性検査により七北奪還軍に徴兵される。狙撃の才能に秀でる。訓練センターを出た後は雪生と別にある女性から狙撃の訓練を受ける。第十一飛行船砲隊に配属され雪生と再会する。
里見森夜（さとみ もりや）
第十一飛行船砲隊の指揮官。19歳で現在の任に就く。雪生と同室。
佐川明（さがわ あきら）
第十一飛行船砲隊の作戦監督官。
内田月子（うちだ つきこ）
観測士官。19歳。黒い瞳と髪、背は高い冷たい感じの美人。春と仲がいい。
松本大輔（まつもと だいすけ）
第十一飛行船砲の乗組員。脱走しようと試み人質をとるが射殺される。
青山恭子（あおやま きょうこ）
狙撃兵。17歳。小柄。
山田良和（やまだ よしかず）
背が高い線のような少年。
高橋郁美（たかはし いくみ）
第六飛行船砲隊の通信士。唯一の第六飛行船砲隊の生き残りだったが死亡。
細野（ほその）
第十一飛行船砲隊の医務官。

## 用語
七北市（ななきたし）
四都市平和同盟の一都市。秩序騎士軍によって侵略を受け、市民は他都市に逃れ奪回軍を結成する。
七北奪回軍（ななきただっかいぐん）
七北市の市民たちとその家族による七北市を奪還するために編成された軍。元七北市民は子供が10歳になると適性検査を受け、それに合格すると兵になるための訓練を受ける。20歳になると一時帰宅が許可される。
四都市平和同盟（よんとしへいわどうめい）
河南市、七北市、青葉市など。秩序騎士軍への対抗のために七北奪回軍に資金援助を行っている。
北原線路都市（きたはらせんろとし）
七北奪回軍の基地として発展した都市。
特別クローン許可法（とくべつクローンきょかほう）
子供が徴兵された際にその代わりにクローンを作ることを可能にした法律。
秩序騎士軍（ちつじょきしぐん）
西陸統合国の軍隊。
騎士（きし）
手術で自我を取り去られ恐怖心をなくした罪人や志願者による兵士。騎士団長と呼ばれる統率者に操られる。
第十一飛行船砲隊（だいじゅういちひこうせんほうたい）
遠距離攻撃専門部隊。雪生や春が所属する。
飛行船砲（ひこうせんほう）
全長83mの船体を装甲で覆った特殊飛行船に4門の特殊反動吸収砲を備える。

## 既刊一覧
- 名瀬樹（著）・かずといずみ（イラスト） 『アンダー・ラグ・ロッキング』 メディアワークス〈電撃文庫〉、2003年6月10日発売[1]、ISBN 4-8402-2390-4